# Ronde van Spanje 2019/Elfde etappe
De elfde etappe van de Ronde van Spanje 2019 werd verreden op 4 september tussen Saint-Palais en Urdax-Dantxarinea. De etappe leek gemaakt voor vluchters; de etappe was te zwaar voor de sprinters en te vlak voor de pure klimmers. 
| Saint-Palais – Urdax-Dantxarinea (180 km) |                         |                               |          |
| Plaats                                    | Naam                    | Ploeg                         | Tijd     |
| 1                                         | Mikel Iturria           | Euskadi Basque Country-Murias | 4u36'44" |
| 2                                         | Jonathan Lastra         | Caja Rural-Seguros RGA        | + 6"     |
| 3                                         | Lawson Craddock         | EF Education First            | z.t.     |
| 4                                         | Damien Howson           | Mitchelton-Scott              | z.t.     |
| 5                                         | François Bidard         | AG2R La Mondiale              | z.t.     |
| 6                                         | Amanuel Ghebreigzabhier | Team Dimension Data           | + 9"     |
| 7                                         | Benjamin Thomas         | Groupama-FDJ                  | + 12"    |
| 8                                         | Matteo Fabbro           | Team Katjoesja Alpecin        | z.t.     |
| 9                                         | Gorka Izagirre          | Astana Pro Team               | z.t.     |
| 10                                        | Rémi Cavagna            | Deceuninck–Quick-Step         | z.t.     |
|                                           |                         |                               |          |
| 15                                        | Lennard Hofstede        | Team Jumbo-Visma              | + 18'35" |
| 34                                        | Thomas De Gendt         | Lotto Soudal                  | z.t.     |

| Algemeen klassement |                    |                   |           |
| Plaats              | Naam               | Ploeg             | Tijd      |
| Rode trui           | Primož Roglič      | Team Jumbo-Visma  | 41u00'48" |
| 2                   | Alejandro Valverde | Movistar Team     | + 1'52"   |
| 3                   | Miguel Ángel López | Astana Pro Team   | + 2'11"   |
| 4                   | Nairo Quintana     | Movistar Team     | + 3'00"   |
| 5                   | Tadej Pogačar      | UAE Team Emirates | + 3'05"   |
| 6                   | Carl Fredrik Hagen | Lotto Soudal      | + 4'59"   |
| 7                   | Rafał Majka        | BORA-hansgrohe    | + 5'42"   |
| 8                   | Nicolas Edet       | Cofidis           | + 5'49"   |
| 9                   | Dylan Teuns        | Bahrain-Merida    | + 6'07"   |
| 10                  | Wilco Kelderman    | Team Sunweb       | + 6'25"   |

1e etappe ·
2e etappe ·
3e etappe ·
4e etappe ·
5e etappe ·
6e etappe ·
7e etappe ·
8e etappe ·
9e etappe ·
10e etappe ·
11e etappe ·
12e etappe ·
13e etappe ·
14e etappe ·
15e etappe ·
16e etappe ·
17e etappe ·
18e etappe ·
19e etappe ·
20e etappe ·
21e etappe
Startlijst · Eindstanden · Afbeeldingen